# OT-62 TOPAS

Le OT-62 TOPAS est un véhicule blindé de transport développé conjointement par la République populaire de Pologne et la République socialiste tchécoslovaque basé sur le BTR-50 soviétique dont ce dernier pays a acheté la licence à la fin des années 1950. 
Les travaux ont commencé en 1958 et le premier prototype a été achevé en 1962. 
OT-62 signifie Obrněný Transportér vzor 62, soit transport de troupes blindé modèle 62, et TOPAS signifie Transportér Obrněný Pásový, soit blindé chenillé de transport.
Il est construit en série entre 1962 et 1973. Il est exporté en Bulgarie, alors un autre membre du Pacte de Varsovie, et dans plusieurs pays d'Asie et d'Afrique.

## Utilisateurs
- Pologne
- Tchécoslovaquie
- Bulgarie
- Angola
- Égypte
- Maroc - Achetés à l’Égypte
- Inde
- Iran - Capturé sur l'Irak
- Irak
- Israël - Capturé sur l’Égypte et la Syrie
- Soudan